# 猛鬼3寶
《猛鬼3寶》（英語：Let It Ghost）是2022年上映的香港鬼片，由3個單元的鬼故事組成，由黄鐦執導兼編劇，黃綺琳編劇，凌文龍、鍾雪瑩、岑珈其、徐浩昌、蘇致豪、許賢、郭奕芯、林千渟、林家熙、蘇皓兒、周祉君、七仙羽主演，由3個故事組成：《猛鬼監獄》、《猛鬼工廈》及《猛鬼商場》。電影在2021年開拍，在2022年10月27日上映。

## 角色

### 單元一：猛鬼監獄
| 演員   | 角色   | 暱稱／關係 |
| 凌文龍 | 陳明樂 | 知名藝人，飾演正派囚犯的角色，故有「獄中神探」之稱 飲酒開車撞死思思﹐其後埋屍時，屍體誤跌落山坡，撞到載有導演、副導演及工作人員的車，全員喪生 最後發現思思、導演、副導演及工作人員全是鬼，嚇得開車逃亡，後撞車被捕入獄，入獄後因疑神疑鬼而使精神錯亂 |
| 鍾雪瑩 | 思思   | 藝人 原被安排與陳明樂演對手戲，但途中被陳明樂飲酒開車撞死，化成女鬼 |
| 岑珈其 |        | 導演 因開工前遇上交通意外變成鬼 安排思思與明樂演對手戲 |
| 徐浩昌 |        | 副導演 因開工前遇上交通意外變成鬼 招攬思思演戲 |
| 麥詠楠 |        | 收音師 因開工前遇上交通意外變成鬼 |
| 王俊棠 |        | 藝人 曾經與陳明樂演對手戲 |
| 蘇皓兒 | 阿怡   | 途人 被陳明樂潑水而濕身 |
| 林千渟 | 阿芳   | 途人 被陳明樂潑水而濕身 |
| 羅浩銘 |        | 交通警 陳明樂之粉絲，特地截停他車而跟他拍照 |
| 陳詠燊 |        | 電影導演 與陳明樂一齊同投資者食飯開會傾合作 |

### 單元二：猛鬼工廈
| 演員   | 角色   | 暱稱／關係 |
| 蘇致豪 | 阿君   | 的士司機 抗拒同性戀 肥乜之行家、好友兼福建同鄉 凌乃瑤之男友，一度分手，後復合 為挽回感情，帶凌乃瑤工廈Staycation，但對方被同性戀男鬼上身，跟他瘋狂親熱，差點吸盡他的陽氣 本對附身於凌乃瑤之鬼魂產生感情，但當被肥乜告知其是男鬼後心生厭惡，男鬼雖向其求饒，但仍把道符貼在其上使其灰飛煙滅 |
| 郭奕芯 | 凌乃瑤 | 阿君之女友，一度分手，後復合 嫌棄阿君當的士司機沒出息 在工廈被同性戀男鬼上身，對阿君溫柔體貼，跟他瘋狂親熱，差點吸盡他的陽氣 最後被肥乜驅鬼而脫險 名字影射日本藝人綾瀨遙 |
| 許賢   | 肥乜   | 的士司機、玄學師傅 阿君之行家、好友兼福建同鄉 幫助阿君驅鬼，成功令凌乃瑤清醒 |
| 鄭伊琪 |        | 凌乃瑤之好友 |
| 易健兒 | 腐大師 | 工廈Party Room服務員 喜歡看男男戀愛書籍 |

### 單元三：猛鬼商場
| 演員   | 角色   | 暱稱／關係 |
| 林千渟 | 阿芳   | 商場婚紗店東主，因商場被收購重建被迫結業 Edward之好友兼追求對象，後為其女友及太太 阿怡、姣婆強之好友 小吉之好友，最後小吉投胎變成其女兒               |
| 林家熙 | Edward | 商場攝影店東主，因商場被收購重建被迫結業 阿芳之好友，喜歡阿芳但不敢表白，後為其男友及丈夫                                                             |
| 蘇皓兒 | 阿怡   | 商場裁縫店東主，因商場被收購重建被迫結業 阿芳、Edward、姣婆強之好友                                                                                   |
| 周祉君 | 姣婆強 | 商場修甲店東主，因商場被收購重建被迫結業 娘娘腔 阿芳、Edward、阿怡之好友                                                                              |
| 陳湛文 |        | 商場保安員 曾經在商場被小吉嚇倒，故請師傅驅走小吉 |
| 七仙羽 | 柒師傅 | 玄學法師 受大廈保安員所託，驅走小吉 |
|        | 小吉   | 小女鬼，有崩牙 阿芳青梅竹馬之鬼朋友，從小時候已跟在阿芳身邊 去世後一直留在商場，不願投胎，後被商場保安請來的法師收復 最後投胎，變成阿芳及Edward之女兒 |
| 余安安 |        | 阿芳之母 婚紗店前東主，已退休，幫助店內眾多幽靈小孩找尋合適父母投胎                                                                                   |
| 朱栢康 | Johnny | 商場顧客 Mabel之男友 阿芳原打算把小吉投胎至他的女兒，但小吉仍不願離開                                                                                 |
| 鄧月平 | Mabel  | 商場顧客 Johnny之女友 阿芳原打算把小吉投胎至她的女兒，但小吉仍不願離開                                                                                |
| 蘇致豪 | 阿君   | 商場顧客 凌乃瑤之男友 |
| 郭奕芯 | 凌乃瑤 | 商場顧客 阿君之女友 |

## 外部連結
- 猛鬼3寶的Facebook專頁
- 猛鬼3寶的Instagram帳戶
- 香港影庫上《猛鬼3寶》的資料（繁體中文）
- 豆瓣电影上《猛鬼3寶》的資料 （简体中文）
- 互联网电影数据库（IMDb）上《猛鬼3寶》的资料（英文）